# Pfarrhaus (Bubesheim)

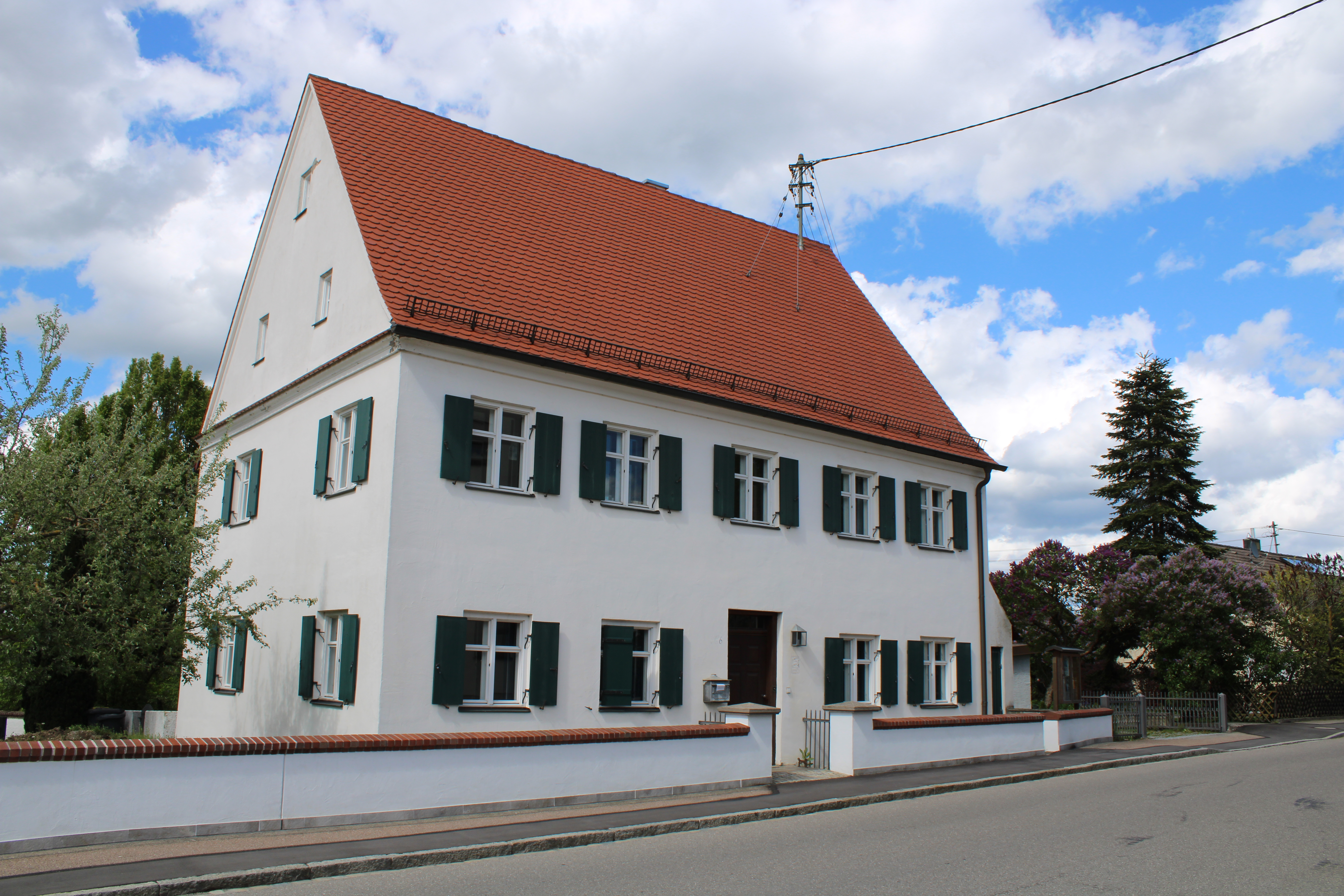
Pfarrhaus in Bubesheim

Das Pfarrhaus in Bubesheim, einer Gemeinde im Landkreis Günzburg im bayerischen Regierungsbezirk Schwaben, wurde im 17./18. Jahrhundert errichtet. Das Pfarrhaus an der Leipheimer Straße 6 b ist ein geschütztes Baudenkmal.

## Beschreibung
Der zum Teil in Fachwerkbauweise ausgeführte Bau bildet mit der östlich sich anschließenden Pfarrkirche Mariä Geburt ein ortsbildprägendes Ensemble. Der Satteldachbau wird von der Straße aus mittig erschlossen. Das Gebäude steht auf einem tonnengewölbten Keller, der vermutlich von einem Vorgängerbau stammt. Eine Treppe mit Balustern führt in das Obergeschoss, in dem die malerisch gefassten Gefache nahezu komplett erhalten sind. Die Zweifeldertüren sowie der geschnitzte Rosettenschmuck der Türrahmen stammen aus der Zeit um 1850/60. Die historischen Böden mit Gehrung sind im Obergeschoss vollständig erhalten.